# 올렉산드르 시르스키
올렉산드르 스타니슬라보비치 시르스키(우크라이나어: Олександр Станіславович Сирський, 1965년 7월 26일 ~)는 우크라이나 육군의 장군이다. 대장(General)이며 2019년 5월부터 8월까지 합동작전사령관, 2019년 8월부터 2024년 2월까지 우크라이나 육군 총사령관을 맡았고 그 이후 우크라이나군 총사령관을 지내는 중이다.

## 생애
2000년대의 돈바스 전쟁 전에는 제72기계화여단을 지휘했고, 소장으로 진급했다.
2013년, 그는 우크라이나군 주요 지휘본부의 참모부장이었으며, 당시 나토와의 협력 과정에 참여했다. 2013년 11월, 시르스키는 국방부를 대표하여 나토 본부에서 나토 표준에 따른 우크라이나군의 개혁에 대해 논의했다.

## 돈바스 전쟁
우크라이나 동부에서 전쟁이 시작되자 그는 대테러 작전의 참모총장이 되었다.
특히 2015년 겨울 데발체베 전투 당시 우크라이나군 총참모장 빅토르 무젠코와 함께 대테러 작전부대의 최고지휘관 중 한 명이었다. 그는 부흘레히르스크와 리트코두브 마을을 비롯해 성공하지 못한 로그비노프의 탈환 시도를 이끌었다. 그는 또한 데발체브에서 우크라이나군의 철수를 지휘했다. 그의 지휘 아래 카라풀카 강을 건널 수 있는 교량이 폭파되었다.
올렉산드르 시르스키는 보흐단 흐멜니츠키 3급 훈장을 받았고, 데발체베 전투에서의 공로로 상장으로 진급했다.
2016년, 그는 돈바스 지역 우크라이나군의 다양한 작전에 관여하는 합동작전사령부의 사령관을 맡았다. 2017년, 그는 우크라이나 동부에서의 반테러 작전 총사령관을 맡았고, 이 작전명은 추후 합동군작전으로 변경되었다.